# The Two Babylons

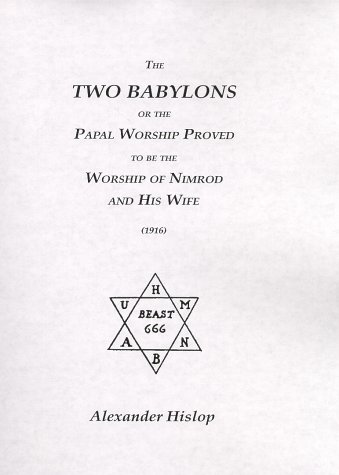
Couverture de l'édition de 1916 de The Two Babylons.

The Two Babylons est un célèbre pamphlet anticatholique écrit par le théologien presbytérien Alexander Hislop en 1853, puis réédité 1858 et finalement publié en 1916.
Son thème central est l'affirmation que l'Église catholique romaine est la prostituée de Babylone dans le livre de l'Apocalypse.

## Thèses
L'auteur rappelle l'histoire de Nimrod et Sémiramis en Mésopotamie et tente de construire une évolution entre les cultes mésopotamiens, les cultes égyptiens d'Isis et d'Osiris et la promulgation du dogme de l'Immaculée-Conception par Pie IX en réponse à la médaille miraculeuse de la rue du Bac.

## Analyses
L'œuvre s'inspire du livre La Captivité babylonienne de l'Église de Martin Luther et des écrits de Titus Oates et Conyers Middleton. Il a inspiré de nombreux polémistes protestants, dont Ralph Woodrow et Jack Chick.